# Americorchestia barbarae
Americorchestia barbarae är en kräftdjursart som beskrevs av Edward Lloyd Bousfield 1991. Americorchestia barbarae ingår i släktet Americorchestia och familjen tångloppor. Inga underarter finns listade i Catalogue of Life.